# 謝票

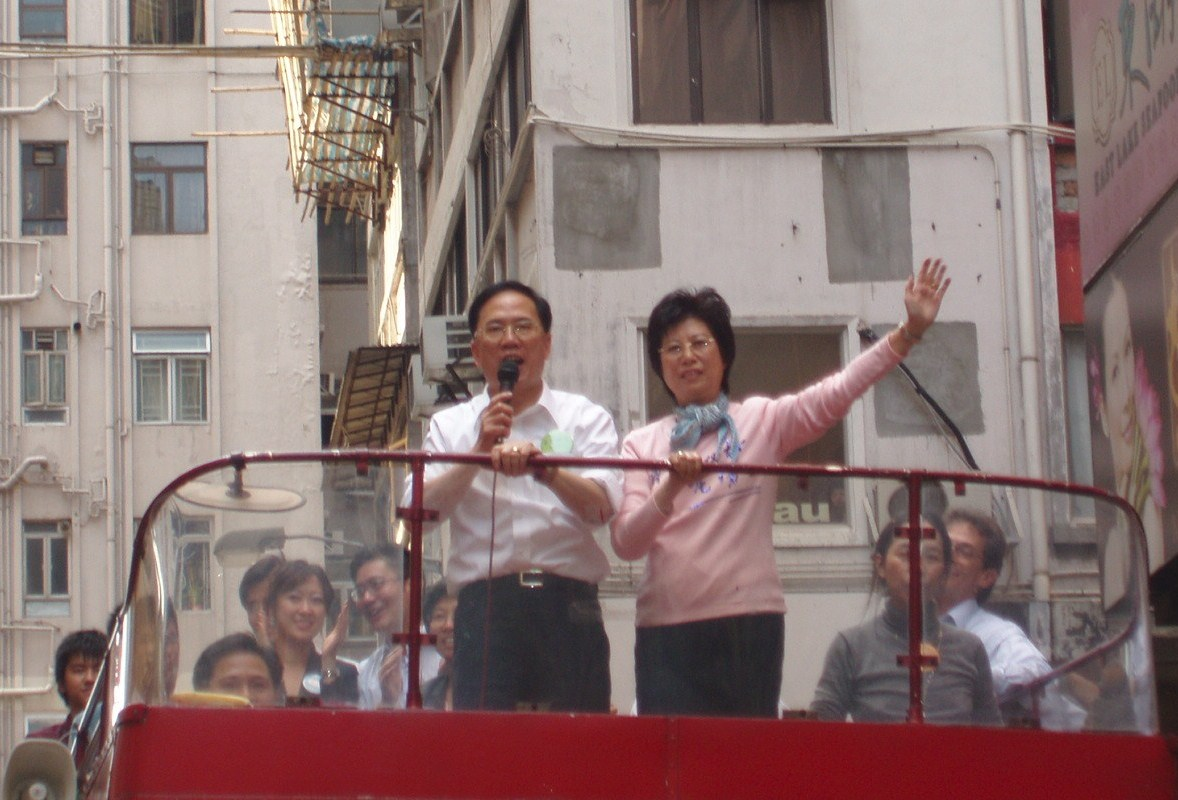
2007年3月25日，曾蔭權曾與太太曾鮑笑薇一同乘坐開蓬巴士穿梭街頭，為連任特首「謝票」。

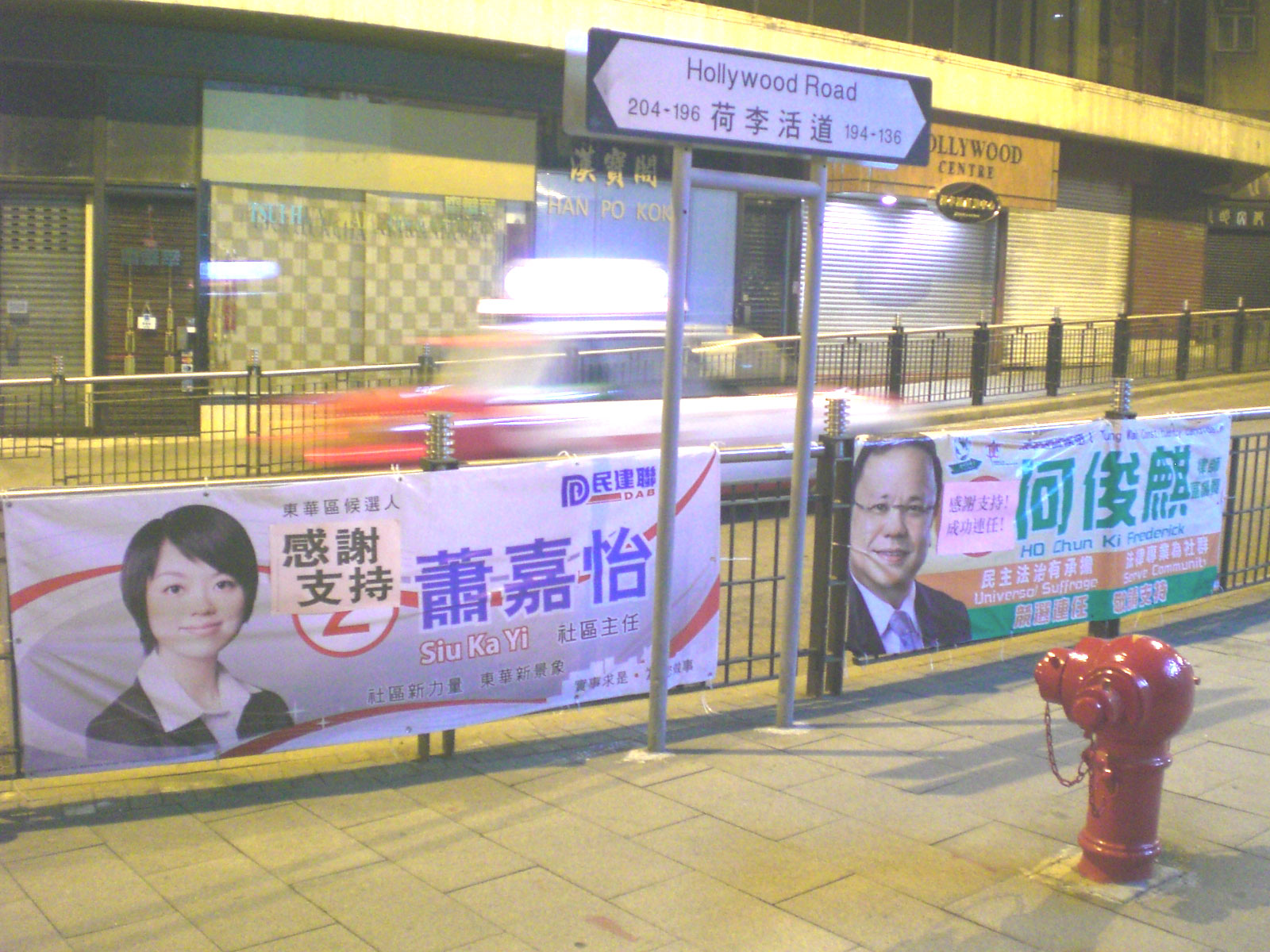
謝票的方法之一

謝票，是指在選舉中得到选票的候選人答謝投其票之選民的行為，这种行为在香港或台湾比较常见。

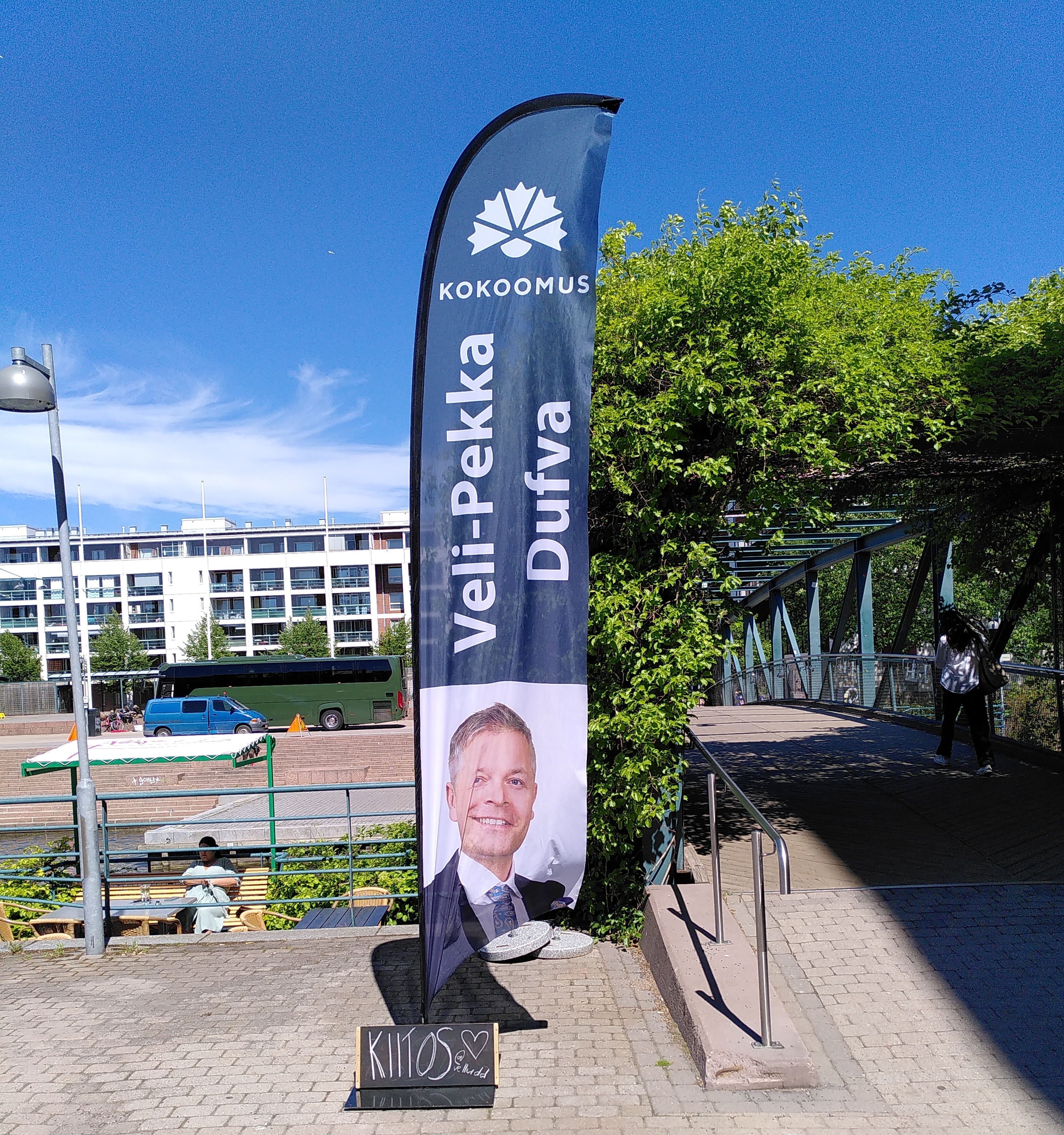
赫爾辛基地方選舉後，一名候選人以沙灘旗向選民表示感謝。

候選人通常透過上街巡遊、競選海報與橫額、競選網站、街頭演講等向選民致謝，亦可為自己再次製造向大眾發表及宣傳自己政見的機會。
謝票是一種社交禮儀，不過有些候選人不进行此项活动，因为他們多數不打算將來再于原选區參選。

## 電影院謝票
在電影院，是觀眾與電影人的見面機會。在即場放映的電影，其中曾經參演的演員及導演等，在電影放映前後親身到場，向現場觀眾致敬及進行溝通，合照等。
不計藝術電影(別稱影後座談會)，有紀錄以來的第一部「謝票」的香港主流電影是杜汶澤主演的《人間喜劇》，當時製作團隊出席了最少60場謝票活動。此活動於2022年在《明日戰記》、《飯戲攻心》等電影熱潮帶動下再度復興。